# Westdeutscher Flüchtlingskongreß
Der Westdeutsche Flüchtlingskongreß war eine politische Tarnorganisation der SED in der Bundesrepublik Deutschland, die von 1952 bis zum Verbot 1958 bestand.

## Geschichte
Der Bund der Vertriebenen und die ostdeutschen Landsmannschaften zählten für die SED und die Staatssicherheit zu den politischen Feindorganisationen in der Bundesrepublik. Diese Interessenverbände galt es mit allen Mitteln zu bekämpfen, da sie die staatliche Existenz der DDR, die Herrschaft der SED und die Grenzen zu Polen und zur Sowjetunion nicht anerkannten.
Der Westdeutsche Flüchtlingskongreß (WFK) war Teil der politischen Kampagne der DDR gegen Spitzenpolitiker und Funktionäre des Bundes der Vertriebenen und einzelner Landsmannschaften. „Da das SED-Regime die Vertreibung eines Viertels seiner Bürger leugnete, hegten die westdeutschen Vertriebenen wenig Sympathie für das sozialistische Modell, weshalb es der KPD in der Bundesrepublik auch nicht gelang, im nennenswerten Umfang Vertriebenenstimmen zu bekommen,“ schrieb Andreas Kossert. Daher verlegten sich SED und die westdeutsche KPD darauf, den Verbandsapparat der westdeutschen Vertriebenen zu unterwandern und über Tarnorganisationen um die Vertriebenen zu werben. Zu diesem Zweck wurde am 30. Juni 1951 in Düsseldorf während der Tagung einer „westdeutschen Flüchtlingsberatung“ ein Vorbereitender Ausschuß für den Kongreß westdeutscher Vertreter der Flüchtlinge und Ausgewiesenen gebildet.
Die Gründung des Westdeutschen Flüchtlingskongresses fand 1951 in Karlsruhe unter konspirativen Bedingungen statt. Die circa 500 „Delegierten“ waren von der KPD ausgesucht und mit kostenloser Anreise, Unterkunft, Verpflegung und einem Tagesgeld von 9 DM angeworben worden. Die Dachverbände der Vertriebenen, der Zentralverband der vertriebenen Deutschen (ZvD) und die Vereinigten Ostdeutschen Landsmannschaften (VOL) sowie das Bundesministerium für Vertriebene warnten, dass es sich beim WFK um eine getarnten kommunistischen Verband handelte. Mitgliederzahlen gab der WFK nicht bekannt; die Zeitschrift Westdeutsche Flüchtlingsstimme des WFK erreichte 1953 eine Auflage von 15.000 und 1955 eine von 27.000 Exemplaren. Wirkung und Einfluss des WFK blieben somit äußerst marginal. Der Verfassungsschutz stufte den WFK als kommunistisch gelenkte und entsprechend infiltrierte Organisation ein; nach dem KPD-Verbot 1956 wurde der WFK 1958 im Bundesgebiet verboten.
Bekannteste WFK-Mitarbeiter waren Georg Herde, der als politisch-ideologischer Kopf der Organisation galt, und Alexa Stolze; nach dem Verbot des WFK gründete er die Zeitschrift Neue Kommentare mit Sitz in Frankfurt am Main, in der er aus kommunistischer Sicht gegen die Vertriebenenverbände agitierte. 1987 veröffentlichten Herde und Stolze eine Monographie über die Sudetendeutsche Landsmannschaft im SED-finanzierten Pahl-Rugenstein Verlag.